# BMW R66

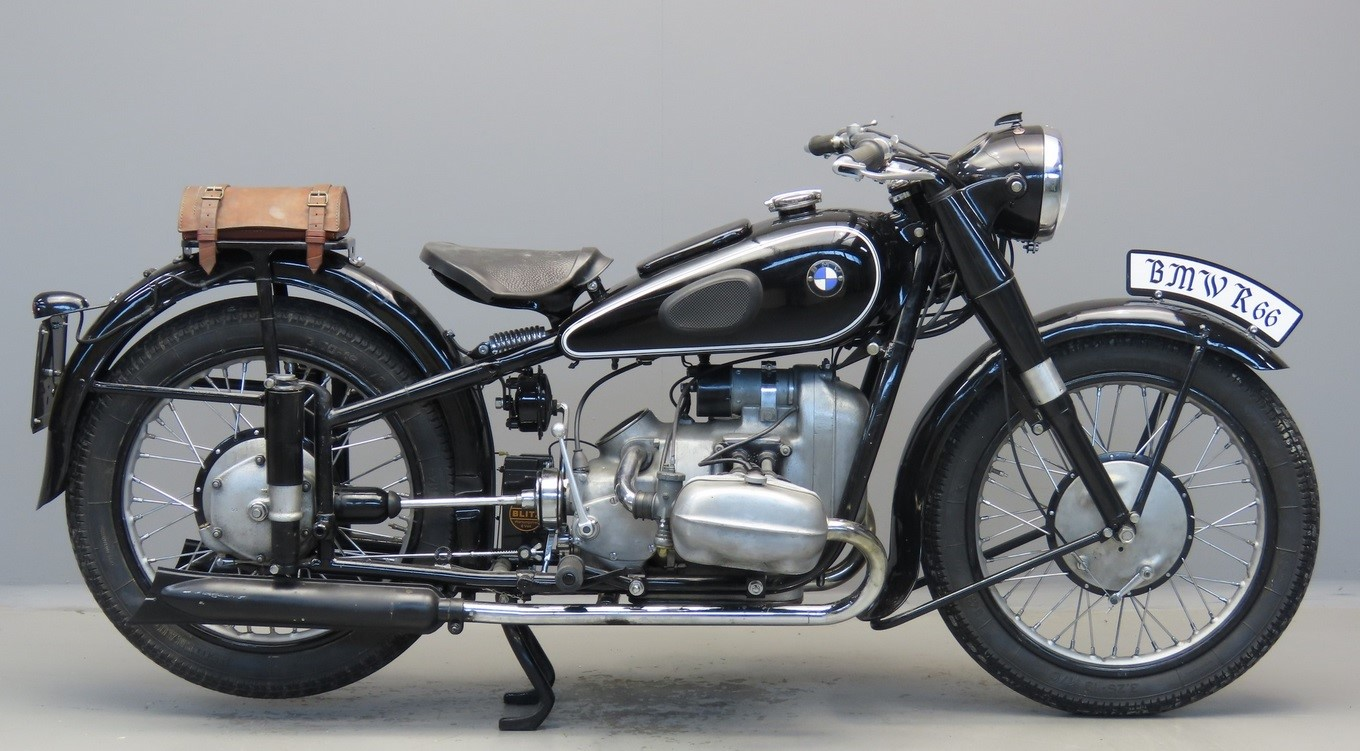

De BMW R 66 is een motorfiets van het merk BMW.

## Voorgeschiedenis
In 1929 was BMW voor haar tweecilinders overgestapt van 500- naar 750 cc. Er werden steeds series van twee motorfietsen uitgebracht: een toermodel met zijklepmotor en een sportmodel met kopklepmotor. Er werd altijd gewerkt volgens het "Baukastensystem", waardoor zo veel mogelijk onderdelen uitwisselbaar waren. In hetzelfde jaar stapte men over van buisframes naar geklonken plaatframes. Toch was goed te zien dat de eerste BMW, de R 32 uit 1923 een goede basis had gelegd voor de toekomst. Alle BMW's, inclusief de eencilinders, droegen tot 1936 de basiskenmerken van deze motor. In 1936, met het verschijnen van de R 5, werden echter flinke vernieuwingen doorgevoerd. Om te beginnen ging men terug naar 500cc. Het "zustermodel", de R 6, kreeg echter niet dezelfde motor in zijklepuitvoering, maar een 600cc zijklepmotor. Zo ontstond toch weer een "paar", de R 5 als sportmotor, de R 6 als toermotor. Tot die tijd had men het bij BMW nog niet belangrijk gevonden enige vorm van achtervering toe te passen, hoewel die bij de concurrentie uit het Verenigd Koninkrijk en Italië al aardig ingeburgerd was. In 1936 had men op een R 5 al een achtervering van de jonge ingenieur Alexander von Falkenhausen gebruikt in de zesdaagse terreinwedstrijd in het Zwarte Woud. Fabriekscoureur Sepp "Peppi" Stelzer verklaarde na de wedstrijd dat men hem nooit meer op een machine zonder achtervering zou zien. Het veersysteem van Falkenhausen was een nog vrij eenvoudig werkende plunjervering zonder demping. Het bestond uit twee kleine telescoopvorkjes met alleen schroefveren en begrenzingsrubbers. De racers uit 1937 kregen deze vering ook, en tijdens de zesdaagse in Llandrindod Wells (Wales) van 1937 verscheen een prototype van de R 66 met een Royal zijspan, waarmee Wiggerl Kraus en Josef Müller een gouden medaille wonnen.

## R 66
In 1938 bracht BMW een hele serie nieuwe modellen uit: de 250cc R 23, de 500cc R 51 met kopklepmotor, de 600cc R 61 zijklepper, de 600cc R 66 kopklepper en de 750cc R 71 zijklepper. De R 66 werd aldus de opvolger van de R 5 en was het topmodel uit de serie van 1938 en tevens het enige model met een nog niet bestaand motorblok. Het zustermodel van de R 66 was de toermotor R 61. De R 66 verscheen in een tijd van materiaalschaarste. Door de oorlogsproductie die al in volle gang was, waren materialen schaars. De laatste series van de R5 hadden het al zonder chroom moeten doen, en dat was bij de R 66 ook zo. De machine was met 150 km per uur voor die tijd sensationeel snel. Op de Duitse Autobahnen reden indertijd personenauto's met topsnelheden van 55 tot 60 km/h, vrachtverkeer haalde 40 tot 45 km/h. De machine had ten opzichte van de R 5 wel flink wat extra gewicht: 22 kilo, die vrijwel helemaal voor rekening van de achtervering kwamen. Toch was ze niet bijzonder zwaar: de 600 cc NSU eencilinder was even zwaar en de Zündapp KS 600 woog nog meer. De R 66 werd geen groot succes. Klanten kozen veelal voor de R 51, die slechts zes procent goedkoper was, en toch 20 procent minder vermogen leverde. BMW verkocht de R 66 als "sportieve zijspantrekker", wellicht omdat men zelf het solorijden met een 30 pk machine niet zonder risico's vond, ook al omdat de banden uit die tijd nog niet berekend waren op dergelijke vermogens. Zijspanrijders waren echter niet geïnteresseerd in sportieve modellen, zij vertrouwden juist op de al snel als hoogst betrouwbaar bekendstaande R 71 zijklepper. In 1938 werden slechts 520 exemplaren van de R 66 verkocht, in 1939 ca. 1.100. Al met al werden er slechts 1.669 R 66's geproduceerd. Het model viel als eerste ten prooi aan de beperkingen die door het Nazi regime via het Schell-plan werden opgelegd.

### Kritiekpunten
Eind 1938 werd het gietproces van de aluminiumdelen veranderd. De delen die in een mal gegoten waren scheurden nog weleens en daarom werden ze voortaan in zand gegoten. Het kliksysteem van de tankdop werd vervangen door een bajonetsluiting. Het bakje voor het boordgereedschap was boven in de tank verzonken. Als de rubber afdichting ging lekken bleef er water in staan, waardoor de tank doorroestte.

### Rijwielgedeelte
De R 66 had het nieuwe, uit ovale buis getrokken dubbel wiegframe dat tot ver in de jaren vijftig dienst zou doen, maar dat voor het eerst was toegepast op de RS 500 racer uit 1935 én op de R 5. Helemaal nieuw was de toegepaste plunjervering, waarmee voor het eerst een BMW achtervering kreeg. Voor en achter waren 200mm trommelremmen toegepast. Dit frame, type F 251/1, was identiek aan dat van de R 61.

### Motor
Het motorblok was eenvoudig met twee steekassen in het frame gemonteerd, een constructie die het ook nog lang zou volhouden. De kopklepmotor was nieuw, want er was nog niet eerder een 600cc kopklepper gemaakt. Ten opzichte van de R 5 waren er behalve de gewijzigde cilinderinhoud grote wijzigingen aangebracht. Er was nu weer één centrale nokkenas gebruikt (de R 5 had er twee), waardoor de stoterstangen langer waren. Daardoor kon de motor minder toeren maken. De productie was echter goedkoper. De "vierkante" motor van de R 5 was nu een lange slag motor geworden: boring en slag bedroegen 69,8 x 78mm. De cilinderkoppen waren compleet gewijzigd: de boorgaten hadden een andere diameter, er waren zes in plaats van vier kopbouten gebruikt en de cilinderkoppen waren aan de achterkant iets "opgetild", om meer voetruimte onder de balanskamers van de carburateurs te realiseren. Deze balanskamers waren nodig als aanvulling op de vlotterkamers om bij snel genomen bochten met een zijspancombinatie voor voldoende brandstof te zorgen. Het smeersysteem van de cilinderkoppen werd vanaf 1939 gemoderniseerd. Oliedampen konden nu door een drukventiel via de huizen van de stoterstangen in de cilinderkoppen komen. Door een aparte leiding vloeide de olie terug in de oliepan. De cilinders kregen vanaf 1939 een cadmiumlegering om te voorkomen dat ze gingen roesten. De versies uit 1938 hadden zwart gelakte cilinders gehad.

### Aandrijflijn
De enkelvoudige droge plaatkoppeling werd bediend met een drukstang die dwars door de hoofdas van de versnellingsbak liep. Dit systeem bleef intact tot in 1996 (R 100 R Mystic). Net als de racemotoren kreeg de R 66 voetschakeling (4 versnellingen). Hiernaast kreeg de machine ook nog een korte handpook, waarmee niet alleen "normaal" geschakeld kon worden, maar ook - als bij een auto - elke versnelling, inclusief de vrijstand, direct gekozen kon worden. Er was een nieuwe versnellingsbak met twee assen toegepast, die op alle nieuwe modellen (R 51, R 61, R 66 en R 71) werd gebruikt. Volgens de nieuwe DIN KR 3005 Norm lag de eerste versnelling onder en de rest boven. De lengteverandering van de cardanas, veroorzaakt door de achtervering, werd aan de voorkant opgevangen door een Hardischijf. Aan de achterkant zat een kruiskoppeling om te hoogteverschillen op te vangen. De overbrengingsverhouding voor solo- en zijspangebruik waren gelijk aan die van de R 71. Het snelheidsverschil werd opgevangen door het hogere toerental van de R 66.

### Technische gegevens
| Periode              | 1938-1941                                | 1938-1941                                | 1938-1941                                |
| Categorie            | sportmotor                               | sportmotor                               | sportmotor                               |
| Motor                | M 266/1                                  | M 266/1                                  | M 266/1                                  |
| Motortype            | kopklepmotor                             | kopklepmotor                             | kopklepmotor                             |
| Bouwwijze            | langsgeplaatste tweecilinderboxermotor   | langsgeplaatste tweecilinderboxermotor   | langsgeplaatste tweecilinderboxermotor   |
| boring               | 69,8 mm                                  | 69,8 mm                                  | 69,8 mm                                  |
| slag                 | 78 mm                                    | 78 mm                                    | 78 mm                                    |
| Cilinderinhoud       | 597 cc                                   | 597 cc                                   | 597 cc                                   |
| Compressieverhouding | 6,8 : 1                                  | 6,8 : 1                                  | 6,8 : 1                                  |
| Max. Vermogen        | 22 kW/30 pk                              |                                          |                                          |
| Topsnelheid          | 150 km/h                                 | 150 km/h                                 | 150 km/h                                 |
| Aandrijving          | cardanas                                 | cardanas                                 | cardanas                                 |
| Rijwielgedeelte      | dubbel wiegframe, buisframe type F 251/1 | dubbel wiegframe, buisframe type F 251/1 | dubbel wiegframe, buisframe type F 251/1 |
| Drooggewicht         | ca. 187 kg                               | ca. 187 kg                               | ca. 187 kg                               |
| Max. belading        | ca. 210 kg                               | ca. 210 kg                               | ca. 210 kg                               |
| Tankinhoud           | 14 ltr                                   | 14 ltr                                   | 14 ltr                                   |
| Voorganger           | R 6                                      | R 6                                      | R 6                                      |
| Opvolger             | R 67                                     | R 67                                     | R 67                                     |